# 49291 Thechills
49291 Thechills este o planetă minoră (asteroid), cu un diametru de 5,592 km, din centura de asteroizi. A fost descoperită pe 8 noiembrie 1998 la  de Ian Paul Griffin⁠(d) și a fost numită după The Chills⁠(d). 
Obiectul prezintă o orbită caracterizată de o semiaxă mare de 2,6407475061756 UAi, o excentricitate de 0,16459520434419, o înclinație de 15,390810364588 ° în raport cu ecliptica.